# Momcilgrad
Momcilgrad (în bulgară Момчилград, în turcă Mestanlı) este un oraș în Obștina Momcilgrad, Regiunea Kârgeali, Bulgaria, la poalele munților Rodopi. Populația majoritară este de etnie turcă.

## Demografie
Componența etnică a orașului Momcilgrad
     Nicio identificare (16,34%)
     Bulgari (18,56%)
     Turci (64,47%)
     Romi (0,33%)
     Altele (0,28%)
La recensământul din 2011, populația orașului Momcilgrad era de 7.831 locuitori. Din punct de vedere etnic, majoritatea locuitorilor (64,47%) erau turci, cu o minoritate de bulgari (18,56%). Pentru 16,34% din locuitori nu este cunoscută apartenența etnică.